# Los Fresnos
Los Fresnos város az USA Texas államának Cameron megyéjében. Lakosainak száma 8114 fő (2020. április 1.).

## Népesség
A település népességének változása:

| 2010 | 5 542 |
| 2020 | 8 114 |

## Média

### Újságok
- Los Fresnos News

### Rádióállomások
- KFRQ 94.5FM – Hivatalos oldal
- KKPS 99.5FM – Hivatalos oldal Archiválva 2013. május 20-i dátummal a Wayback Machine-ben
- KNVO 101.1FM – Hivatalos oldal
- KBFM 104.1FM – Hivatalos oldal
- KLME 105.5FM
- KVLY 107.9FM – Hivatalos oldal